# Canton de Besançon-3
Le canton de Besançon-3 est une circonscription électorale française du département du Doubs créée par le décret du 25 février 2014 et entrée en vigueur lors des élections départementales de 2015.

## Histoire
Un nouveau découpage territorial du Doubs (département) entre en vigueur à l'occasion des élections départementales de mars 2015, défini par le décret du 25 février 2014,en application des lois du 17 mai 2013 (loi organique 2013-402 et loi 2013-403). Les conseillers départementaux sont, à compter de ces élections, élus au scrutin majoritaire binominal mixte. Les électeurs de chaque canton élisent au Conseil départemental, nouvelle appellation du Conseil général, deux membres de sexe différent, qui se présentent en binôme de candidats. Les conseillers départementaux sont élus pour 6 ans au scrutin binominal majoritaire à deux tours, l'accès au second tour nécessitant 12,5 % des inscrits au 1er tour. En outre, la totalité des conseillers départementaux est renouvelée. Ce nouveau mode de scrutin nécessite un redécoupage des cantons dont le nombre est divisé par deux avec arrondi à l'unité impaire supérieure si ce nombre n'est pas entier impair, assorti de conditions de seuils minimaux. Dans le Doubs, le nombre de cantons passe ainsi de 35 à 19.
Le canton de Besançon-3 est formé de trois communes de l'ancien canton d'Audeux et de deux autres de l'ancien canton de Marchaux. Il est entièrement inclus dans l'arrondissement de Besançon. Le bureau centralisateur est situé à Besançon.

## Représentation
| Période élective | Période élective | Mandat | Mandat   | Identité            | Nuance | Nuance | Qualité                           |
| ---------------- | ---------------- | ------ | -------- | ------------------- | ------ | ------ | --------------------------------- |
| 2015             | 2021             | 2015   | 2021     | Marie-Laure Dalphin |        | LR     | Médecin pédiatre                  |
| 2015             | 2021             | 2015   | 2021     | Philippe Gonon      |        | DVD    | Chef d'entreprise , membre d'Agir |
| 2021             | 2028             | 2021   | en cours | Marie-Laure Dalphin |        | LR     | Conseillère sortante              |
| 2021             | 2028             | 2021   | en cours | Serge Rutkowski     |        | DVD    | Maire des Auxons                  |

### Résultats détaillés

#### Élections de mars 2015
À l'issue du 1er tour des élections départementales de 2015, deux binômes sont en ballottage : Claude Mercier et Éliane Paulin (EÉLV, 32,25 %) et Marie-Laure Dalphin et Philippe Gonon (Union de la Droite, 31,23 %). Le taux de participation est de 48,79 % (10 011 votants sur 20 520 inscrits) contre 52,68 % au niveau départemental et 50,17 % au niveau national.
Au second tour, Marie-Laure Dalphin et Philippe Gonon sont élus avec 51,84 % des suffrages exprimés et un taux de participation de 47,79 % (4 634 voix pour 9 807 votants et 20 520 inscrits).

#### Élections de juin 2021
Le premier tour des élections départementales de 2021 est marqué par un très faible taux de participation (33,26 % au niveau national). Dans le canton de Besançon-3, ce taux de participation est de 33,41 % (6 637 votants sur 19 863 inscrits) contre 34,1 % au niveau départemental. À l'issue de ce premier tour, deux binômes sont en ballottage : Marc Paulin et Marie Taillard Bize (Union à gauche, 37,59 %) et Marie-Laure Dalphin et Serge Rutkowski (Union à droite, 32,24 %).
Le second tour des élections est marqué une nouvelle fois par une abstention massive équivalente au premier tour. Les taux de participation sont de 34,3 % au niveau national, 35,83 % dans le département et 36,32 % dans le canton de Besançon-3. Marie-Laure Dalphin et Serge Rutkowski (Union à droite) sont élus avec 53,82 % des suffrages exprimés (3 639 voix pour 7 216 votants et 19 868 inscrits),,.

## Composition
| Nom                              | Code Insee | Intercommunalité            | Superficie (km2) | Population (dernière pop. légale)                 | Densité (hab./km2) | Modifier                                    |
| -------------------------------- | ---------- | --------------------------- | ---------------- | ------------------------------------------------- | ------------------ | ------------------------------------------- |
| Besançon (bureau centralisateur) | 25056      | CU Grand Besançon Métropole | 65,05            | Fraction : 22 727 (2022) Commune : 120 057 (2022) | 1 846              | modifier les données · modifier les données |
| Les Auxons                       | 25035      | CU Grand Besançon Métropole | 9,16             | 2 522 (2022)                                      | 275                | modifier les données · modifier les données |
| Châtillon-le-Duc                 | 25133      | CU Grand Besançon Métropole | 6,26             | 2 025 (2022)                                      | 323                | modifier les données · modifier les données |
| Miserey-Salines                  | 25381      | CU Grand Besançon Métropole | 6,22             | 2 660 (2022)                                      | 428                | modifier les données · modifier les données |
| Tallenay                         | 25557      | CU Grand Besançon Métropole | 2,34             | 437 (2022)                                        | 187                | modifier les données · modifier les données |
| Canton de Besançon-3             | 2506       |                             |                  | 30 371 (2022)                                     |                    | modifier les données                        |

Le canton de Besançon-3 comprend à sa création :
1. cinq communes entières,
2. la partie de la commune de Besançon située au nord d'une ligne définie par l'axe des voies et limites suivantes : depuis la limite territoriale de la commune d'École-Valentin, route de Vesoul (nationale 57), rue de Vesoul, ligne de chemin de fer, rue du Chasnot, rue Henri-et-Maurice-Baigue, boulevard Léon-Blum, rue Frédéric-Chopin, rue Charles-Gounod, rue des Fluttes-Agasses, rue de la Famille, rue des Cras, rue du Papillon, rue de Belfort, rue de la Pernotte, avenue de la Vaite, chemin du Vernois, rue Max-Jacob, rue Anne-Frank, rue François-Rein, rue Francis-Carco, jusqu'à la limite territoriale de la commune de Chalezeule.

À la suite de la fusion des communes d'Auxon-Dessous et d'Auxon-Dessus, le 1er janvier 2015, pour former la commune nouvelle des Auxons, le canton comprend  quatre communes et une fraction de commune. Ce changement est acté par un arrêté du 7 novembre 2019.

## Démographie
En 2022, le canton comptait 30 371 habitants, en évolution de +1,02 % par rapport à 2016 (Doubs : +1,88 %, France hors Mayotte : +2,11 %).
| 2013   | 2018   | 2022   |
| ------ | ------ | ------ |
| 29 433 | 29 628 | 30 371 |